# 변별적 자질
변별적 자질(辨別的資質, distinctive feature)이란 언어학에서 음운학 구조를 분석하는 가장 기본이 되는 단위이다. 변별적 자질은 말하고자 하는 음의 자연 분류에 따라서 다음과 같이 세분할 수 있다.
- 주요 분류 자질(主要分類資質, Major Class features)
- 후두 자질(喉頭資質, Laryngeal features)
- 방법 자질(方法資質, Manner features)
- 위치 자질(位置資質, Place features)

이러한 자질 세분화 또한 해당 음의 음성학적 특질을 기반으로 하여 더 세분화된다. 1950년대 변별적 자질의 음운학적 분석이 시작된 이후, 전통적으로 자질은 음이 그러한 음성적 특질을 가졌는지 여부에 대해 두 개의 값으로 세분화되어 왔다.
그러므로 양성값 [+]은 이러한 자질을 가졌다는 것을 나타내며, 음성값 [-]은 그러한 자질이 없다는 것을 가리킨다. 그러나 최근의 변별적 자질 이론의 개발로, 음운학자들은 〈단일값 자질〉의 존재를 제안했다. 〈하나의 값을 가진 자질〉이라고 불리는 이것들은 자질을 가진 음의 분류를 설명할 수 있으며, 그것들이 없는 분류는 설명할 수 없다.

## 종류
주요 분류 자질(主要分類資質, Major Class features)은 소리의 주요 분류를 나타낸다.
- [+/- 자음성(子音性, consonantal)]: 성도의 협착에 의해 일어나는 소리인지를 나타낸다. 예를 들면, 파열음, 파찰음, 마찰음, 비음, 측음, [r], 등.   모음, 양측음, 후두음은 자음성이 아니다.
- [+/- 공명성(共鳴性, sonorant)]: 성도에 있어서의 구강의 협착의 종류를 나타낸다. [+son]는 모음, 공명 자음을 나타내며, [-son]는 소리 도내의 공기의 밸런스의 혼란을 일으키는 난류를 수반해 발생되는 장해음으로 나타난다.
- [+/- 성절성(成節性, syllabic)]: 성절성 분절음은 음절의 핵으로서 기능을 나타낸다. [+syl]은 음절의 정점을 이루어 단독으로 하나의 음절을 이루지만, [-syl]은 음절의 정점을 이루지 못하여 단독으로 하나의 음절을 이룰 수 없다.

후두 자질 (喉頭資質, Laryngeal Features)은 음에 대한 성문의 상태를 세분화한다.
- [+/- 유성음성(有聲音性, voice)]: 이 자질은 조음할 때 성대의 진동이 발생하는 분절음을 나타낸다.
- [+/- 확장 성문성(擴張聲門性, spread glottis)]: 이 자질은 성문의 개방여부를 통해 분절음의 기식 상태를 나타낸다. [+sg]는 성대가 넓게 벌려져서 협착적 호흡이 일어나는 분절음을 가리키며, [-sg]는 그 반대를 나타낸다.
- [+/- 협착 성문성(狹窄聲門性, constricted glottis)[1]]: 이 자질은 성문의 가까운 정도를 나타낸다. [+cg]는 성대가 가깝게 좁혀짐으로써 공기가 잠시동안 통과할 수 없는 분절음을 나타내며, [-cg]는 그 반대를 나타낸다.

방법 자질 (方法資質, Manner Features)은 조음 방법을 세분화한다.
- [+/- 지속성(持續性, continuant)]: 이 자질은 성도를 통과하는 공기의 흐름을 막지 않을 정도로만 좁혀져서 나는 소리를 나타낸다. [+cont]는 공기의 흐름을 막지 않는 정도의 소리를 나타내며, [-cont]는 장애로 인하여 공기의 흐름이 몇몇 조음 장소에 잠시동안 막히는 소리를 나타낸다.
- [+/- 비음성(鼻音性, nasal)]: 이 자질은 연구개를 내려뜨려 공기가 코로 빠져 나가게 해서 내는 소리를 나타낸다. [+nas]는 이러한 비음을 나타내며, [-nas]는 구강음을 나타낸다.
- [+/- 조찰성(粗擦性, strident)]: 이 자질은 공기의 흐름이 어떤 표면 위를 지나 갈 때 그 표면의 성격, 흐름의 속도 등에 따라 시끄러운 소리를 나타내는 분절음을 가리킨다.
- [+/- 설측성(舌側性, lateral)]: 이 자질은 혀의 중간 좌우편이나 한쪽 편을 낮춤으로서 공기가 어금니 근처로 빠져 나가게 해서 내는 분절음을 나타낸다.
- [+/- 지연 해제성(遲延解除性, delayed release)[2]]: 이 자질은 성도에서 폐쇄를 가지고 만들어지는 분절음을 가리킨다.

위치 자질 (位置資質, place features)은 조음 위치를 세분화한다.
- 순음(脣音, LABIAL): 입술에서 조음이 이루어지는 경우를 나타낸다.

1. [+/- 원순성(圓脣性, round)]: [+round]는 입술을 둥글게 내는 분절음을, [-round]는 그렇지 않은 경우를 나타낸다.

- 설정음(舌頂音, CORONAL): 설정음의 소리는 혀끝이나 혀 끝 또는 그곳 모두에서 조음된다.

1. [+/- 전방성(前方性, anterior)]: 입안의 경구개치경(硬口蓋齒莖, 영어: palato - alveolar)을 기준으로 앞부분에서 조음을 할 경우 [+anterior], 뒷부분에서 조음을 할 경우 [-anterior]로 나타낸다.
2. [+/- 분산성(分散性, distributed)]: 이 자질은 공기가 흐르는 방향을 따라 일정한 거리에 걸친 수축에 의해 형성되는 분절음을 나타낸다. [+distributed]는 긴 거리에, [-distributed]는 짧은 거리에 걸친 수축에 의해 형성이 되는 분절음을 나타낸다.

- 설배음(舌背音, DORSAL): 설배음의 소리는 혀 등을 올려 조음된다. 모음은 모두 설배성이다.

1. [+/- 고설성(高舌性, high)]: [+high]는 후설면이 입천장에 가까운 분절음을, [-high]는 그 반대의 경우를 나타낸다.
2. [+/- 저설성(低舌性, low)]: [+low]는 후설면이 낮은 위치에 있을 때 조음되는 분절음을, [-low]는 그 반대의 경우를 나타낸다.
3. [+/- 후설성(後舌性, back)]: [+back]은 후설면을 입에서 뒤쪽으로 수축시켜 내는 분절음을, [-back]은 후설면을 입에서 앞쪽으로 수축시켜 내는 분절음을 나타낸다.
4. [+/- 긴장성(緊張性, tense)]: 이 자질은 주어진 음의 조음동작 전체가 성문 상부의 근육운동에 의해 이루어지는 경우를 나타낸다. [+tense]는 근육을 많이 쓰는, 신중하고 정확하고 최대한 뚜렷하게 나타내는 분절음을 가리키며, [-tense]는 빠르면서도 약간 불분명하게 조음되는 분절음을 가리킨다.

- [근원성(根源性, RADICAL)]: 이 자질은 설근에 의해 생성되는 분절음을 나타낸다. 인두음과 성문마찰음이 이에 해당된다.

## 자질 연구의 역사
자질(資質, features)이라는 말은 1928년에 있었던 국제언어학회에서 로만 야콥슨의 논문에 의해 처음으로 언급되었고, 이 후 1952년에 야콥슨과 모리스 할레, 그리고 칼 구너 판트에 의해 공식적으로 제안이 되었다. 즉, 이전에는 /p/라는 분절음을 정의할 때 '양순무성폐쇄음'이라고 한 것을 앞으로는 이 음을 구성하고 있는 자질로 정의하자는 주장이었다. 이러한 자질 설정은 다음과 같은 특성을 지닌다.
첫째, 두가지 값만을 허용한다.
둘째, 음향적(청각적)인 것이다. 즉, 언어활동 가운데서 말하는 쪽보다는 듣는 쪽에 더 많은 비중을 두었다고 할 수 있다.
셋째, 언어보편적인 목적을 위해 제안하고 있다.
넷째, 자음과 모음 모두를 위해 사용하고 있다.
그러다가 1968년에 노엄 촘스키와 모리스 할레에 의해 저술된 영어의 음성체계(英語의音聲體系, The Sound Pattern Of English)가 발간이 되었는데, 이 책은 야콥슨 등이 제안했던 자질의 이름을 변경하고, 음향음성학이 아닌 조음음성학에 근거를 두고 자질 설정을 하였다.

## 같이 보기
- 영어의 음성체계
- 후두음 이론

## 참고 문헌
- 노엄 촘스키; 모리스 할레 (1968). 《The Sound Pattern of English》. New York: Harper and Row.
- Clements, George N. (1985년 2월). “The geometry of phonological features”. 《Phonology Yearbook》: 225–252. doi:10.1017/S0952675700000440.
- Flynn, Darin. (2006). Articulator Theory. University of Calgary. https://web.archive.org/web/20110101072734/http://www.ucalgary.ca/dflynn/files/dflynn/Flynn06.pdf.
- Hall, T. A. (2007). "Segmental features." In Paul de Lacy, ed., The Cambridge Hndbook of Phonology. 311-334. Cambridge: Cambridge University Press.
- Gussenhoven, Carlos; Jacobs, Haike (2005). 《Understanding Phonology》. London: Hoddor Arnold. ISBN 0-340-80735-0.
- Roman Jakobson; Gunnar Fant; Morris Halle (1952). 《Preliminaries to Speech Analysis: the Distinctive Features and their Correlates.》. Cambridge, Ma.: MIT Press.
- 신지영; 차재은 (2003). 《우리말 소리의 체계》. 서울: 한국문화사.
- 전상범 (2004). 《음운론》. 서울: 서울대학교 출판부.